# سرقة القطار الكبرى
سرقة القطار الكبرى هي عملية سرقة قام بها أفراد عصابة في اب عام 1963 م ، تمكنوا فيها من سرقة 2.6 مليون جنيه استرليني من قطار «البريد الملكي» في رحلته من غلاسكو إلى لندن.